# Tizi
Tizi (în arabă تيزي) este o comună din provincia Mascara, Algeria.
Populația comunei este de 12.923 de locuitori (2008).